# Colors (film)
Colors is een Amerikaanse misdaadfilm uit 1988. De film gaat over twee politiemannen van de LAPD die patrouilleren door de wijken in South Los Angeles waar de Bloods, de Crips en de Sureños de baas zijn.

## Synopsis
De film gaat niet alleen over de problemen in de wijken maar ook over de spanning tussen twee agenten. De jonge agent wil zo hard mogelijk ingrijpen terwijl de wat oudere inziet dat elk optreden van de politie alleen maar extra weerstand oproept bij de mensen uit de wijken. Niet alleen bij de bendeleden maar ook bij de overige bewoners en zelfs de slachtoffers.

## Rolverdeling
| Acteur                | Personage       |
| --------------------- | --------------- |
| Sean Penn             | Danny McGavin   |
| Robert Duvall         | Bob Hodges      |
| Maria Conchita Alonso | Louisa Gomez    |
| Randy Brooks          | Ron Delaney     |
| Grand L. Bush         | Larry Sylvester |
| Don Cheadle           | Rocket          |
| Gerardo Mejía         | Bird            |
| Glenn Plummer         | High Top        |
| Rudy Ramos            | Melindez        |
| Sy Richardson         | Bailey          |
| Trinidad Silva        | Frog            |
| Charles Walker        | Reed            |
| Damon Wayans          | T-Bone          |